# Prix Hwang Sun-won
Le Prix Hwang Sun-won (황순원문학상) est un prix littéraire sud-coréen créé en 2001. Il est nommé en l'honneur de l'écrivain Hwang Sun-won (1915-2000). Ce prix récompense un roman ou une novella (roman court, ou longue nouvelle) publié de juillet de l'année précédent le prix à juin de l'année du prix. Un premier tour est organisé où 30 textes sont sélectionnés pour passer au second tour, 10 textes recommandés par des critiques littéraires ou romanciers sont ajoutés aux œuvres du second tour. Parmi les 40 textes, 10 sont sélectionnés pour passer au troisième tour, et enfin, l'œuvre gagnante est sélectionnée parmi les 10.
La récompense est de 50 millions de won (environ 37 000€). 

À ne pas confondre avec le Prix du Village Sonagi (소나기마을문학상), également nommé en l'honneur de Hwang Sun-won, et qui récompense une œuvre de fiction sous le nom de Prix Hwang Sun-won de la Nouvelle Littérature (황순원신진문학상) et un essai sous le nom de Prix Hwang Sun-won de Recherche Littéraire (황순원문학연구상).

## Lauréats
| #  | Année | Lauréat                        | Œuvre                 | Traduction                    |
| -- | ----- | ------------------------------ | --------------------- | ----------------------------- |
| 1  | 2001  | Park Wansuh                    | 그리움을 위하여       |                               |
| 2  | 2002  | Kim Won-il                     | 손풍금                |                               |
| 3  | 2003  | Bang Hyeon-seok                | 존재의 형식           |                               |
| 4  | 2004  | Kim Young-ha                   | 보물선                | Le bateau trésor              |
| 5  | 2005  | Kim Hoon                       | 언니의 폐경           |                               |
| 6  | 2006  | Gu Hyo-seo                     | 명두                  |                               |
| 7  | 2007  | Kim Yeonsu                     | 달로 간 코미디언      | Le comédien parti sur la lune |
| 8  | 2008  | Pas de récompense cette année. |                       |                               |
| 9  | 2009  | Park Min-gyu                   | 근처                  |                               |
| 10 | 2010  | Lee Seung-u                    | 칼                    |                               |
| 11 | 2011  | Yoon Sunghee                   | 부메랑                |                               |
| 12 | 2012  | Kim In-sook                    | 빈집                  |                               |
| 13 | 2013  | Ha Seong-nan                   | 카레 온 더 보더       |                               |
| 14 | 2014  | Eun Hee-kyung                  | 금성녀                |                               |
| 15 | 2015  | Han Kang                       | 눈 한송이가 녹는 동안 |                               |
| 16 | 2016  | Jeong Yong-jun                 | 선릉 산책             |                               |
| 17 | 2017  | Lee Gi-ho                      | 한정희와 나           |                               |